# Karate-Weltmeisterschaften 1982
Die sechsten Karate-Weltmeisterschaften fanden 1982 in Taipei, Taiwan statt, das Programm wurde um weitere drei Damenwettbewerbe erweitert.

## Medaillen

### Männer
| Disziplin         | Gold                   | Silber            | Bronze             |
| ----------------- | ---------------------- | ----------------- | ------------------ |
| Kata Herren       | Masashi Koyama         | Domingo Llanos    | Maurizio Marangoni |
| Kata Herren       | Masashi Koyama         | Domingo Llanos    | Tetsuo Tabata      |
| Kumite bis 60 kg  | Jukka-Pekka Väyrynen   | Rudolphe Vallée   | Ramón Castillo     |
| Kumite bis 60 kg  | Jukka-Pekka Väyrynen   | Rudolphe Vallée   | Stewart McKinnon   |
| Kumite bis 65 kg  | Yuichi Suzuki          | Giorgio Carcangiu | Toshiaki Maeda     |
| Kumite bis 65 kg  | Yuichi Suzuki          | Giorgio Carcangiu | Roberto Sanz       |
| Kumite bis 70 kg  | Seiji Nishimura        | Mika Manninen     | Raffaele Bernardi  |
| Kumite bis 70 kg  | Seiji Nishimura        | Mika Manninen     | Thierry Masci      |
| Kumite bis 75 kg  | Javier Gomez           | Alfie Borg        | Lin Chi-min        |
| Kumite bis 75 kg  | Javier Gomez           | Alfie Borg        | Fred Royers        |
| Kumite bis 80 kg  | Pat McKay              | Tapio Piettioja   | Jan Holm           |
| Kumite bis 80 kg  | Pat McKay              | Tapio Piettioja   | Jacques Tapol      |
| Kumite über 80 kg | Geoff Thompson         | Patrice Ruggiero  | Mario Garofoli     |
| Kumite über 80 kg | Geoff Thompson         | Patrice Ruggiero  | John Reeberg       |
| Kumite offen      | Hisao Murase           | Antonio Martínez  | Jerome Atkinson    |
| Kumite offen      | Hisao Murase           | Antonio Martínez  | Pierre Pinard      |
| Team              | Vereinigtes Königreich | Italien           | Spanien            |
| Team              | Vereinigtes Königreich | Italien           | Japan              |

### Damen
| Event             | Gold            | Silber         | Bronze             |
| ----------------- | --------------- | -------------- | ------------------ |
| Kata Damen        | Mie Nakayama    | Chu Mei-yuen   | Minako Tabata      |
| Kata Damen        | Mie Nakayama    | Chu Mei-yuen   | Alexandra Starling |
| Kumite bis 53 kg  | Sophie Berger   | Yao Li         | Chiang S.          |
| Kumite bis 53 kg  | Sophie Berger   | Yao Li         | Francine Fillios   |
| Kumite bis 60 kg  | Yukari Yamakawa | Tomoko Konishi | Chang W.           |
| Kumite bis 60 kg  | Yukari Yamakawa | Tomoko Konishi | Beverly Morris     |
| Kumite über 60 kg | Guus van Mourik | T. Yamafuku    | Janice Argyle      |
| Kumite über 60 kg | Guus van Mourik | T. Yamafuku    | Nadia Ferluga      |

## Medaillenspiegel
| Rang  | Land                   | Gold | Silber | Bronze | Gesamt |
| ----- | ---------------------- | ---- | ------ | ------ | ------ |
| 1     | Japan                  | 6    | 2      | 4      | 12     |
| 2     | Vereinigtes Königreich | 3    | 1      | 4      | 8      |
| 3     | Frankreich             | 1    | 2      | 4      | 7      |
| 4     | Finnland               | 1    | 2      | 0      | 3      |
| 5     | Niederlande            | 1    | 0      | 2      | 3      |
| 6     | Schweiz                | 1    | 0      | 0      | 1      |
| 7     | Chinesisch Taipeh      | 0    | 2      | 3      | 5      |
| 7     | Italien                | 0    | 2      | 3      | 5      |
| 9     | Spanien                | 0    | 1      | 2      | 3      |
| 10    | Vereinigte Staaten     | 0    | 1      | 0      | 1      |
| 11    | Australien             | 0    | 0      | 1      | 1      |
| 11    | Venezuela              | 0    | 0      | 1      | 1      |
| 11    | Dänemark               | 0    | 0      | 1      | 1      |
| 11    | Luxemburg              | 0    | 0      | 1      | 1      |
| Total | Total                  | 13   | 13     | 26     | 52     |